# Verfasserzeile
Die Verfasserzeile (auch: Autorenzeile, byline) eines journalistischen Artikels gibt den oder die Namen und Position des/der Verfasser an. Traditionell ist die Verfasserzeile zwischen Überschrift und Text des Artikels platziert. Insbesondere in Online-Medien ist die Verfasserzeile oft auch unter dem Artikel zu finden.